# Antigua iglesia de San Vicente (Potes)
La iglesia de San Vicente se ubica en la villa de Potes (Cantabria, España), en el término municipal del mismo nombre. Es Monumento Histórico Artístico.

## Descripción
Se trata de un edificio compuesto por espacios que se corresponden con diversos momentos constructivos, con una cronología que se extiende desde el siglo XIV al siglo XVIII y unos estilos arquitectónicos que evolucionan desde formas góticas a formas renacentistas y barrocas. Inicialmente la iglesia constaba de una sola nave de cuatro tramos marcados por machones en el interior y contrafuertes en el exterior. La puerta y los vanos son de forma apuntada y poseen moldura sobre la rosca. Toda esta parte, junto con la capilla con bóveda de cañón del lado del Evangelio, podría corresponder a los siglos XIV y XV.
La capilla mayor es cuadrada y de igual anchura que la nave, y separada de ésta por un arco triunfal. Este espacio se cubre con una bóveda de crucería simple octopartita. Su cronología se extiende desde la segunda mitad del siglo XV hasta principios del siglo XVI.
A este conjunto se le añade ya en pleno siglo XVI una sacristía que se ubica al sur de la capilla mayor y el primer tramo de la nave, y una torre campanario adosada al hastial occidental de proporciones anchas y superficies poco articuladas, que aunque de estructura aún gótica posee troneras de medio punto en clave clásica.
Por último, ya en el siglo XVIII, se duplica la iglesia por el lado del Evangelio con una edificación de una nave dividida en cinco tramos, cubiertos con bóvedas de crucería estrellada de terceletes y combados, salvo los tramos occidental y oriental que cubren con bóvedas de crucería simple octopartita y cuatripartita, respectivamente.

## Sede de conciertos
Esta iglesia es sede de numerosos conciertos. En 2022, a causa de la guerra en Ucrania, los conciertos benéficos a favor de Ucrania han contado con la participación de Anastasia Golub, soprano, primera solista del Teatro Nacional de Ópera y Ballet de Odesa (Ucrania).